# 邊見
邊見，又譯邊執見，佛教術語，指不合中道，偏執一邊的錯誤見解。邊見被視為是一種障礙解脫的煩惱，被列為五惡見、十使之一。在經典中，曾列出「斷常、有無、生滅、一異」等邊見。了解緣起空性，獲致真實的智慧，就可以去除邊見。在邊見中，最常被提到的，有常見與斷滅見(滅斷空)等。

## 概論
在梵文及巴利文中，邊見是個複合字，其字根可分析為anta-gāha-diṭṭhi。其中，意為見，是知識或見解之意。，是動詞字根，譯為執取。，意為端點，有極端或對立的意思在，譯為邊，或二邊。在《轉法輪經》中，釋迦牟尼為五比丘說法，首次揭示，修行應該離開執著苦，或執著樂這二邊，以中道修行，也就是採用八正道。
邊見，一般來說，是指執著於兩邊，不合中道的見解。釋迦牟尼在說法時，主張應遠離二邊，至於中道。
邊見被認為是由身見衍生而出，是一種欲界的煩惱。